# Henny Schermann
Henny Schermann (Frankfurt, 19 de febrero de 1912 - 30 de mayo de 1942) fue una lesbiana judía de Alemania, que fue asesinada en el Centro de exterminio nazi de Bernburg.

## Biografía
Henny Schermann nació el 19 de febrero de 1912 en Frankfurt. Fue la primera de tres hijos de una pareja judía; su madre era de ascendencia judía-alemana y su padre un inmigrante judío-ruso. Se separaron en 1931 y su madre, Selma, se hizo cargo de la gestión de la zapatería familiar en Meisengasse 6; la tienda se vio obligada a cerrar más tarde debido a los boicots antisemitas.
Tras la toma del poder por el Partido Nazi en 1933, todas las mujeres judías fueron obligadas, por decreto, a añadir Sara como segundo nombre, lo que pretendía ser una marca difamatoria de pertenencia a la supuesta "raza" judía. A pesar de ello, Schermann, que trabajaba como dependiente en una tienda, se negó a utilizar su segundo nombre. Continuó visitando bares de lesbianas en Frankfurt, una conducta que era peligrosa ya que la homosexualidad era ilegal en la Alemania nazi.

En marzo de 1940, Schermann fue arrestada e internada en el campo de concentración para mujeres de Ravensbrück, donde, en el reverso de su foto, el médico y especialista en eugenesia, Friedrich Mennecke, escribió:
Jenny Sara Schermann, nacida el 19 de febrero de 1912 en Fráncfort del Meno. Dependiente soltera en Fráncfort del Meno. Lesbiana licenciosa, solo frecuenta bares [homosexuales]. Rechazó el nombre de pila «Sara». Judía apátrida.
Mennecke también fue el médico asignado a Mary Pünjer, quien fue acusada de lesbianismo. Tras dos años en el campo de concentración, Schermann fue enviada al Centro de exterminio nazi de Bernburg, cerca de Magdeburgo, que se especializaba en la eliminación de elementos "asociales" de la sociedad. Fue asesinada allí en una cámara de gas el 30 de mayo de 1942.

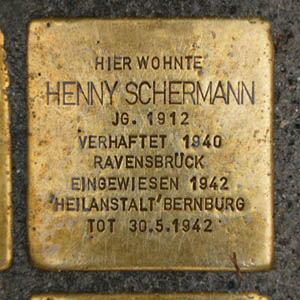
Stolperstein Meisengasse 6b Henny Schermann

La madre de Shermann y su hermana Regina fueron deportadas en el primer convoy que salió de Frankfurt el 19 de octubre de 1941. Fueron asesinadas en Lodz. Su hermano, Herbert, intentó escapar, pero fue arrestado en Francia y deportado a Auschwitz. Se desconocen las fechas de sus asesinatos.

## Legado
La vida de Schermann está conmemorada con un Stolperstein en la dirección de la zapatería de su familia en Frankfurt. Como una de las pocas mujeres lesbianas cuya persecución por parte del estado nazi está documentada, ha habido un creciente interés en su vida a medida que los historiadores registran y examinan la persecución de las comunidades homosexuales durante la Segunda Guerra Mundial.
Su envío al centro de eutanasia de Bernburg muestra cómo las autoridades continuaron la persecución selectiva de las mujeres homosexuales, culpables, según la ideología nazi, de reducir la tasa de natalidad del Reich y debilitar a la "raza dominante".